# 3335 Quanzhou
3335 Quanzhou је астероид главног астероидног појаса са средњом удаљеношћу од Сунца која износи 2,609 астрономских јединица (АЈ).
Апсолутна магнитуда астероида је 11,6.